# Fatima Meer
Fatima Meer (Durban, 12 agosto 1928 – Durban, 12 marzo 2010) è stata un'attivista e scrittrice sudafricana.

## Biografia
Fatima Meer nacque il 12 agosto 1928 a Durban, in Sudafrica, in una famiglia musulmana indiana. La sua identità culturale e religiosa influenzò profondamente la sua visione del mondo. Cresciuta in un periodo di crescente segregazione razziale, fu testimone diretto delle ingiustizie inflitte alle comunità non bianche.
Dopo aver completato il liceo, si iscrisse all’Università di Natal, dove studiò sociologia e si interessò ai temi dell’ingiustizia sociale. Durante il suo percorso accademico, si unì a gruppi di studenti attivi nella lotta contro l’apartheid, affinando la sua capacità di analizzare e criticare le strutture sociali. Negli anni '40, Meer iniziò a partecipare attivamente al Congresso Nazionale Indiano, un’organizzazione che lottava per i diritti degli indiani sudafricani. Questo segna l’inizio del suo coinvolgimento nella lotta contro l’apartheid. Fatima Meer divenne membro dell’ANC (Congresso Nazionale Africano), dove collaborò con figure chiave del movimento, come Nelson Mandela e Oliver Tambo. La sua capacità di costruire ponti tra diverse comunità etniche fu fondamentale nel promuovere una visione unificata della lotta contro l’apartheid.
Meer partecipò a campagne di disobbedienza civile, promuovendo l’idea che la resistenza dovesse essere pacifica ma incisiva. Era un’ardente sostenitrice della necessità di unire le forze di diverse etnie, insistendo che la lotta contro l’apartheid dovesse includere tutte le voci oppresse.
Nel 1960, Meer fu arrestata dopo le manifestazioni seguite al massacro di Sharpeville. La sua esperienza in prigione evidenziò le brutalità del regime e rafforzò la sua determinazione a combattere per i diritti umani.
Dopo la fine dell'apartheid, Meer tornò all’Università di Natal come docente, dove continuò a formare e ispirare nuove generazioni di attivisti e studiosi. La sua didattica si focalizzava sull’importanza della giustizia sociale e dell’uguaglianza, stimolando i suoi studenti a impegnarsi nella società.
Fatima Meer morì per infarto il 12 marzo 2010 a Durban all’età di 81 anni.

## Vita privata
Nel 1950 si sposò con suo cugino e la loro vita familiare era intimamente legata alla lotta per i diritti umani. La loro casa era un centro di discussione politica e un rifugio per altri attivisti, contribuendo a creare una rete di sostegno per chi combatteva contro l’apartheid. Nel 1995, suo figlio Rashid morì in un incidente d'auto. Mentre le due figlie Shehnaz e Shamim sono diventate rispettivamente giudice della Land Claims Court e consulente di scienze sociali.

## Opere principali
Le opere di Fatima Meer si caratterizzano per un’analisi critica delle disuguaglianze sociali e razziali. Meer ha affrontato tematiche come il patriarcato, la violenza di genere e le ingiustizie economiche, utilizzando il suo background sociologico per evidenziare l’intersezionalità delle oppressioni.
- "Portrait of Indian South Africans" (1969)[4]
- “The Apprenticeship of a Mahatma” (1970)
- “Race and Suicide in South Africa” (1976)
- “Towards Understanding Iran Today” (1985)
- “Resistance in the Townships” (1989)
- “Higher than Hope” (1990)
- "The Women’s Movement in South Africa" (1992)

## Onorificenze e riconoscimenti
Fatima Meer ha ricevuto diverse onorificenze e riconoscimenti per il suo contributo all'attivismo e alla scrittura. Ecco alcuni dei principali:
- Dopo la sua morte, numerose istituzioni hanno organizzato eventi in suo onore.
- Premio del Congresso Nazionale Africano (ANC)
- Dottorati Onorari
- Premi per il Contributo alle Donne